# Thelypodium howellii
Espèce
Thelypodium howellii, aussi connue sous les noms de thélypodie de Howell ou thelypodium de Howell, est une espèce de plantes à fleurs de la famille des Brassicaceae. C'est une espèce rare de l'ouest des États-Unis. Elle est endémique d'une zone relativement petite aux frontières de trois États américains de l'ouest : l'Oregon, le Nevada et la Californie.

## Description
Thelypodium howellii est une plante bisannuelle. Elle est souvent un peu poilue, surtout près de la base, mais peut être glabre et de texture cireuse. Cette plante possède une tige mince, ramifiée et dressée atteignant 70 centimètres de haut. Ses feuilles sont principalement situées en une rosette autour de la base. Les feuilles situées plus haut sur la tige peuvent avoir des bases adhérentes.
Son inflorescence est une grappe de fleurs largement espacées avec des sépales blanc verdâtre ou violacé et des pétales bleu pâle ou violets en forme de cuillère. Le fruit est une silique atteignant 4,5 centimètres de long contenant des graines brunes,,,,.

### Sous-espèces
- Thelypodium howellii subsp. howellii[7]
- Thelypodium howellii subsp. spectabalis - thélypodie spectaculaire de Howell.

## Répartition, habitat et écologie
Cette plante est endémique d'une petite zone s'étendant du nord-est de l'Oregon au nord-est de la Californie. Elle se développe dans les prés et les infiltrations alcalines ou d'adobe, les vallées fluviales et les plaines humides des broussailles d'armoises du Grand Bassin.
Sa période de floraison s'étend de fin mai à juillet.

## Statut de conservation et menaces
Elle a été classée comme espèces sensibles de la région du sud-ouest du Pacifique par le service des forêts des États-Unis. L'espèce était considérée comme éteinte en 1969 jusqu'à sa redécouvert en 1980 par le botaniste Jimmy Kagan.
Le site web de la stratégie de conservation du département des poissons et de la faune de l'Oregon rapporte qu'une grande partie de l'habitat de cette espèce a été convertie en terres agricoles et que sa multiplication est limité par la concurrence avec les mauvaises herbes envahissantes, les changements hydrologiques, la pression occasionnée par le pâturage du bétail et la tonte.